# 디아스 신 루나
《디아스 신 루나》(스페인어: Días sin luna)은 1990년 방영된 멕시코의 텔레노벨라이다.